# Константин Стоянов (офицер)
Вижте пояснителната страница за други личности с името Константин Стоянов.
Константин Биберов Стоянов е български офицер (генерал-майор), командир на 10-а родопска дивизия, 1-ва пехотна софийска дивизия и на 5-а армия по време на Втората световна война (1941 – 1945).

## Биография
Кочо Стоянов е роден на 30 март 1893 година в София. Завършва Военното на Негово Величество училище и на 22 септември 1913 година е произведен в чин подпоручик. По-късно завършва и Военната академия в София. На 5 октомври 1916 е произведен в чин поручик, през 1919 в чин капитан и през 1928 в чин майор. След атентата в църквата „Света Неделя“ участва активно в последвалите го априлски събития. В тази връзка е наречен „черният капитан“. До 1930 година майор Стоянов командва 4-ти артилерийски полк. На 3 септември 1932 година е произведен в чин подполковник. В периода 1935 – 1939 г. командва 1-ви армейски артилерийски полк, като на 3 октомври 1936 година е произведен в чин полковник.
От 1940 до 1942 година полковник Стоянов командва 10-а дивизия, като на 3 октомври 1941 година е произведен в чин генерал-майор. През 1942 година е назначен за командир на 1-ва пехотна софийска дивизия, на която служба е до 11 май 1944 година, когато е назначен за командващ на 5-а армия в Скопие. На 30 август Стоянов напуска Скопие и се връща в София. Целта е да се организира военен преврат, който да върне страната в орбитата на Германия, като свали новото правителство на Константин Муравиев и направи Александър Цанков премиер. След провала на заговора на 6 септември генерал-майор Стоянов е поставен под домашен арест по заповед на военния министър. Самоубива се със съпругата си в деня на преврата на 9 септември.

## Военни звания
- Подпоручик (22 септември 1913)
- Поручик (5 октомври 1916)
- Капитан (1919)
- Майор (1928)
- Подполковник (3 септември 1932)
- Полковник (3 октомври 1936)
- Генерал-майор (3 октомври 1941)